# Marcha de gelo
A marcha de gelo (Russo: Ледяной поход), também chamada de Primeira Campanha de Kuban (Russo: Первый кубанский поход), uma retirada que durou entre Fevereiro e Maio de 1918, foi um dos episódios decisivos da Guerra civil russa de 1917 a 1921. Sob ataque do Exército vermelho avançando do norte, as forças anti-revolucionárias do Exército Voluntário, também conhecido como Movimento branco, começou uma retirada da cidade de Rostov em direção ao sul e a região do Kuban. Com isso, as forças do exército branco esperavam ganhar o suporte dos Cossacos instalados às margens do rio Don, contra o governo Bolchevique de Moscou.

## Exército voluntário
Após a tomada de poder pelos Bolcheviques em Novembro de 1917, os opositores do novo governo fugiram para as partes mais remotas do velho Império Russo, especialmente aquelas ainda sob controle do Exército Alemão. Na cidade de Novocherkassk, os Cossacos elegeram Aleksei Maksimovich Kaledin como Ataman na tradicional assembléia conhecida como Krug. Em 20 de novembro, pouco após os comunistas ganharem o controle da Rússia central, o Don Krug declarou sua independência. Novocherkassk se tornou um porto seguro para todos que opunham a Revolução e logo se tornou o quartel-general do Exército Voluntário, constituído na sua grande parte de antigos oficiais do Regime Czarista e comandado pro Mikhail Alekseev e Lavr Kornilov.
O principal objetivo dos cossacos era defender seu recém criado Estado, mas os Voluntários os convenceram de que a única maneira de conseguir isso era combatendo os Bolcheviques, que tinham o suporte de uma grande parte da população não cossaca da região do Don. Encorajados por Kaledin, os Brancos, ainda com uma força de apenas 500 homens, conseguiram recuperar a cidade de Rostov do Exército vermelho no início de Dezembro de 1917. No entanto, no começo de 1918, forças comunistas mais bem preparadas e organizadas começaram a avançar vindas do norte, capturando Taganrog no início de Fevereiro. Kornilov, agora comandando uma força de 4000 homens em Rostov, decidiu que era inútil tentar defender a cidade contra forças maiores. Ao invés disso, os Voluntários começaram uma preparação para ir em direção ao sul, no território de Kuban, esperando encontrar reforços mesmo a região estando no meio do inverno. Este foi o começo da Marcha de Gelo. Sem nenhuma força para defesa e seu governo em colapso, Kaledin se suicidou.

## A morte de Kornilov
Em 23 de Fevereiro, enquanto o Exército Vermelho entrava em Rostov, Kornilov começou a marcha em direção ao sul através das estepes congeladas. Os soldados, cada um com um rifle e carregando algumas peças de artilharia, foram acompanhados por uma longa fila de civis de classe média de Rostov, temerosos de retaliações dos Bolcheviques. Anton Denikin, comandado direto de Kornilov, disse mais tarde: "Nós saímos de uma noite escura de escravidão para o desconhecido buscando um pássaro azul." O pássaro azul era um tradicional símbolo de esperança em lendas e contos de fada russos. A marcha continuou dia e noite, às vezes em fila indiana pela neve, evitando ferrovias e população hostil. Aqueles que não conseguiram suportar a tortura, os doentes e os feridos foram deixados para trás, muitos se suicidando para evitar captura pelo inimigo.
Após várias semanas de caminhada sem rumo e várias escaramuças com os perseguidores, Kornilov decidiu organizar um ataque a Ekaterinodar, a capital da recém criada República Soviética do Cáucaso do Norte. O ataque, que teve início em 10 de Abril, foi recebido por uma pesada resistência formada por forças duas vezes maiores que os Voluntários. Kornilov foi morto quando fogo de uma artilharia destruiu a casa onde ele estabelecera seu quartel-general. Em seu lugar, Denikin subiu ao comando. Denikin logo decidiu abandonar o ataque e fugir em direção ao norte. Ao ficar sabendo da morte de Kornilov, Lenin disse aos soviéticos de Moscou, "Pode-se dizer que, em grande parte, a guerra civil acabou."  No entanto, era apenas o fim do começo da guerra.

## Insurgência cossaca
No período desde o começo da Marcha de Gelo em Fevereiro, o uso indiscriminado da campanha de Terror Vermelho pelos Soviéticos do Don provocara uma reação da população cossaca, mesmo entre aqueles contrários aos Brancos. Pequenas insurgências contra os comunistas começaram a ganhar força, especialmente nos arredores de Novocherkassk. Em Abril, cerca de 10000 cavaleiros se reuniram em Zaplavskaya, de onde partiram para a recaptura da capital do Don. Ali eles elegeram Pyotr Krasnov como novo Ataman. Sob suas ordens, o título de Supremo Líder do Don foi recriado após sua extinção no século XVII. Em Junho, Krasnov possuía uma força de 40000 homens. Denikin e o Exército Voluntário aproveitaram esta situação. Retornando do sul com sua habilidade combatente intacta, e endurecida pelas torturas da Marcha de Gelo, o exército anti-revolucionário ganhou nova força. No verão, reforçados pelos cossacos e abastecidos pelos alemães, Denikin conseguiu organizar a Segunda Campanha do Kuban, que o daria controle de grande parte do sul e uma base para desafiar o governo Bolchevique de Moscou.

## Memória
Todos os que sobreviveram à Marcha de Gelo, que logo ganhou dimensões de lenda, receberam uma medalha de Coroa de Espinhos, atravessada por uma espada, em memória de sua coragem e martírio.
O escritor soviético Michail Aleksandrovich Sholokhov usou a Marcha de Gelo como pano de fundo para seu romance épico E o Don flui quieto (ou O Don silencioso), que o deu o Prêmio Nobel de Literatura em 1965.